# Guamka
Guamka (ros. Гуамка) – chutor (ros. хутор) w Rosji, w Kraju Krasnodarskim, w rejonie apszerońskim. Wchodzi w skład osiedla wiejskiego Niżegorodskoje.

## Geografia
Chutor znajduje się w południowej części Kraju Krasnodarskiego, blisko granicy z Adygeją.
Jest położony nad rzeką Kurdżyps.

## Demografia
W 2010 roku chutor zamieszkiwało 316 osób.